# كيرن مارتن
كيرن مارتن (بالإنجليزية: Kieran Martin)‏ هو لاعب قذف أيرلندي، ولد في 1990 في Drumraney ‏ في جمهورية أيرلندا.